# Walter Lechner jr.
Walter Lechner jr. (Salzburg, 23 juni 1981) is een Oostenrijks autocoureur.

## Carrière
Lechner begon zijn autosportcarrière in de Duitse Formule Ford 1800 in 1997 en stond hier drie keer op het podium, voordat hij in 1998 drie races en het kampioenschap won. In 1999 keerde hij terug naar dit kampioenschap om zijn titel te verdedigen, maar ondanks dat hij één race meer won dan het voorgaande seizoen, eindigde hij als tweede in de eindstand. In 1998 en 1999 nam hij ook deel aan het Formule Ford Festival, waarin hij achtereenvolgens vijfde en zestiende werd.
In 2000 maakte Lechner de overstap naar de Formule Renault 2.0, waarin hij deelnam aan zowel het Franse als het Europese kampioenschap. In het Franse kampioenschap reed hij slechts één race, maar stond hierin wel op het podium. In het Europese kampioenschap eindigde hij op de 22e plaats in het klassement met 8 punten.
In 2001 deed Lechner een stap terug en reed in de Duitse Formule Volkswagen voor het team van zijn vader, Walter Lechner Racing School. Hij won twee races en werd met 155 punten kampioen in de klasse.
In 2002 had Lechner geen vast racezitje, maar nam hij wel deel aan de 24 uur van Le Mans in de LMP675-klasse voor het team Noël del Bello Racing. Samen met zijn teamgenoten Jean-Denis Delétraz en Christophe Pillon won hij deze klasse met 317 afgelegde ronden. Ook reed hij in één race van de FIA GT en startte hij dat jaar in het raceweekend op het Circuit Magny-Cours in de World Series by Nissan bij het team Zele Motorsport als vervanger van Ivan Bellarosa.
In 2003 maakte Lechner de overstap naar de Porsche Supercup, waarin hij opnieuw uitkwam voor het team van zijn vader. Hij stond één keer op het podium op de A1 Ring en werd vijfde in het kampioenschap met 119 punten. Daarnaast reed hij in enkele races van de FIA GT, de Formule Ford 2000 Zetec, de American Le Mans Series en de Grand American Rolex Series, waarbij hij in de FIA GT één keer op het podium stond.
In 2004 reed Lechner een dubbel programma in de Porsche Supercup en de FIA GT, waarin hij reed voor respectievelijk Walter Lechner Racing en Konrad Motorsport. In de Supercup behaalde hij het podium op Spa-Francorchamps en eindigde op de achtste plaats in het klassement met 90 punten. In de FIA GT stond hij vier keer op pole position, maar wist slechts vier punten te scoren om 53e te worden in de eindstand.
Nadat hij in 2005 één race reed in de FIA GT en in 2008 eenmalig uitkwam in de 24H Series Toyo Tires, keerde Lechner in 2009 terug in de autosport in de ADAC GT Masters, waarin hij naast Christoffer Nygaard uitkwam voor het team Fischer Racing. Zij behaalden twee podiumplaatsen op de Hockenheimring en de Lausitzring en eindigden hiermee op de negende plaats in het kampioenschap met 36 punten. Lechner startte hierna niet meer in grote internationale races.